# Уголки (Акмолинская область)
Уголки (каз. Уголки) — село в Зерендинском районе Акмолинской области Казахстана. Входит в состав Сарыозекского сельского округа. Код КАТО — 115677800.

## География
Село расположено на северо-западе района, в 63 км на северо-запад от центра района села Зеренда, в 6 км на юго-запад от центра сельского округа села Акан.

### Улицы[2]
- ул. Аккайын,
- ул. Байтерек,
- ул. Бейбитшилик,
- ул. Карагайлы,
- ул. Теректы,
- ул. Шиели.

### Ближайшие населённые пункты
- село Акан в 6 км на юго-востоке,
- село Баратай в 6 км на севере,
- село Антоновка в 10 км на юго-западе,
- село Лавровка в 17 км на северо-западе.

## Население
В 1989 году население села составляло 237 человек (из них казахов 54%, немцев 21%).
В 1999 году население села составляло 219 человек (119 мужчин и 100 женщин). По данным переписи 2009 года, в селе проживало 176 человек (95 мужчин и 81 женщина).
| Численность населения | Численность населения | Численность населения |
| 1989                  | 1999                  | 2009                  |
| --------------------- | --------------------- | --------------------- |
| 237                   | ↘219                  | ↘176                  |